# 渡辺舞
渡辺 舞（わたなべ まい、1989年1月25日 - ）は、日本のモデル、タレント、女優である。本名、同じ。旧芸名、伊倉 舞（いくら まい）。埼玉県鴻巣市出身。アービング所属。

## 来歴・人物
鴻巣市立中央小学校、瀧野川女子学園中学校・高等学校を経て、成蹊大学文学部英米文学科中退。2014年3月、青山学院女子短期大学卒業。
所属事務所はワンエイトプロモーションを経てパールに在籍していたが、2012年3月末で芸能活動を一時引退。休業期間を経て同年11月よりアービングに所属し、女優として芸能活動を再開した。
2015年1月にTBS系『まっしろ』で連続ドラマに初レギュラー出演。2016年1月末に姓以外のプロフィール不詳の謎の美女「きれいな渡辺さん」として『週刊ポスト』（小学館）の巻頭グラビアに登場し話題を呼ぶと、7週連続して同誌巻頭グラビアを飾り、同年3月にファースト写真集となる『きれいな渡辺さん』（ワニブックス）を発売した。
趣味は映画鑑賞、筋トレ。特技はダンス（ジャズ）。
同じ短大に通っていた仲嶺梨子とはプライベートでも交流が深く、CMで共演したこともある。
2019年12月31日に結婚。2021年8月24日に第1子男児、2023年6月14日に第2子女児を出産した。

## 出演

### テレビドラマ
- ゴールデンボウル（2002年、日本テレビ） - チアガール 役
- チーム・バチスタ2 ジェネラル・ルージュの凱旋 第2話（2010年4月13日、関西テレビ） - 高倉静香 役
- バラ色の聖戦 最終話（2011年10月9日、テレビ朝日） - モデル 役
- ATARUスペシャル〜ニューヨークからの挑戦状!!〜（2013年1月6日、TBS） - 内田智子 役
- 安堂ロイド〜A.I. knows LOVE?〜 第6話（2013年11月17日、TBS） - 係員 役
- S -最後の警官- 第2話（2014年1月19日、TBS） - 谷川 役
- まっしろ（2015年1月13日 - 3月17日、TBS） - 上原陽子 役
- ワイルド・ヒーローズ 第6話 - 最終話（2015年5月24日 - 6月21日、日本テレビ） - 野中双葉 役
- LOVE理論 第9話（2015年6月8日、テレビ東京） - 谷口が高校時代好きだったカナエ（34歳） 役
- ある日、アヒルバス 第5話、最終話（2015年8月2日、8月23日、NHK BSプレミアム） - 凛々子 役
- 仮面ライダーゴースト 第4話（2015年10月25日、テレビ朝日） - 佐久間理沙 役
- 南くんの恋人〜my little lover（2015年11月10日 - 2016年2月2日、フジテレビ） - 大野美子先生 役
- 無痛〜診える眼 第5話（2015年11月4日、フジテレビ） - 稲葉 朋美 役
- 掟上今日子の備忘録 第8話（2015年11月28日、日本テレビ） - ミワちゃん 役
- 傘をもたない蟻たちは（2016年1月9日 - 30日、フジテレビ） - ユキエ 役
- OUR HOUSE（2016年4月17日 - 6月12日、フジテレビ） - 伴蓉子 / 星野葵（二役）
- 人は見た目が100パーセント 第6話（2017年5月18日、フジテレビ） - 柳下麗子 役
- 警視庁ゼロ係〜生活安全課なんでも相談室〜 SECOND SEASON 第6話（2017年9月1日、テレビ朝日） - 慶太の母 役
- フリンジマン〜愛人の作り方教えます〜（2017年10月8日 - 12月24日、テレビ東京） - 田斉美知子 役
- オトナ高校 第2話（2017年10月21日、テレビ朝日） - 麗香 役
- ラストチャンス 再生請負人 第1話（2018年7月6日、テレビ東京） - 松田麗子 役
- あまんじゃく 元外科医の殺し屋（2018年9月24日、テレビ東京） - 相馬鞠子 役
- よつば銀行 原島浩美がモノ申す!〜この女に賭けろ〜 第5話（2019年2月18日、テレビ東京） - 棚橋絵美 役
- ミストレス〜女たちの秘密〜 第1話（2019年4月19日、NHK）
- 癒されたい男 第6話（2019年5月16日、テレビ東京） - 純白萌子 役
- 刑事7人 Season5 第7話（2019年8月28日、テレビ朝日） - 木下香織 役
- 銀座黒猫物語 第6話（2020年8月21日）[11]

### テレビ
- 週刊 韓スタイル（2013年4月 - 、TOKYO MX） - レギュラー
- 東京上級デート（2013年7月3日、テレビ朝日）＃61　麻布台
- おはようコールABC（2014年9月29日 - 2016年1月15日、ABCテレビ）[12]
- ホットドッグ・プレスTV（BS日テレ）
- テレ東がコント作っちゃいました～ふ～ん、それがどうした!～（2017年12月28日、テレビ東京）
- 朝だ!生です旅サラダ（ABCテレビ） - 2018-2022年度「旅サラダガールズ」[13]

### ラジオ
- 渡辺舞と永尾まりやのTuesday Night（2014年1月7日 - 2016年12月27日（自身は2016年の夏ごろから欠席し、最終回も復帰なし）、ラジオ日本）

### CM
- トミー キッスサイト（1999年）
- 東洋羽毛工業（1999年）
- 東邦ガス 「ガス生活新ことわざ集」（2000年）
- au Smart Sports（2010年）
- ほっともっと（2010年）
- ウィルソン カーワックス用品（2013年）
- 花王 ピュオーラ（2013年）
- アンファー スカルプD ピュアフリーアイラッシュ 「ナオミ化粧室」編（2014年）
- ロイヤルパークホテル（2014年 - ）
- イチネンホールディングス（2015年 - ）
- JT ウィンストン PV（2015年 - ）[注 1]
- ドール・フード・カンパニー「スウィーティオバナナ」（2018年）
- P&G「h&s」（2018年 - 2019年）

### 舞台
- Kiss me you〜がんばったシンプー達へ〜（2006年、シアターグリーン）
- Air studio公演（2006年）
  - GO,JET!GO!GO! vol.1
  - GO,JET!GO!GO! vol.2
  - GO,JET!GO!GO! vol.3
  - GO,JET!GO!GO! vol.4
- 月の子供（2007年2月、本多劇場）
- 北海道舞台塾『正しい餃子の作り方』（2008年） - 主演
- 横山剣大座長公演「風狂剣無頼帳 赤いマイクのあんちくしょう」（2013年5月、浅草公会堂） - ヒロイン
- 2LDK -2013-（2013年10月、俳優座劇場） - 橘ラナ 役
- ヴァンパイア騎士（2015年1月、博品館劇場） - 緋桜閑 役
- ヴァンパイア騎士-Revive-（2015年7月、あうるすぽっと） - 緋桜閑 役

## 作品

### 写真集
- きれいな渡辺さん（2016年3月25日、ワニブックス、ISBN 978-4847048302、撮影：西田幸樹）[14][15][16]

### 雑誌
- 『MAMOR』（扶桑社） - 防衛省広報誌。以下の号にて、表紙と巻頭グラビアを飾る。
  - 2018年5月号 - 横須賀の田戸台分庁舎にて海上自衛隊の制服を着て撮影。
  - 2020年2月号 - 市ヶ谷地区にて陸海空3種の制服を着て撮影。